# Jussi Tupamäki
Jussi Tupamäki (ur. 30 listopada 1977 w Pori) – fiński hokeista, trener hokejowy.

## Kariera zawodnicza
- Kiekko-Sudet (2003/2004)
- LiTi (2005-2007)

## Kariera trenerska
- JyHC (2001-2004), asystent trenera
- Cats (2004-2005), główny trener
- Titaanit U20 (2005-2007), dyrektor szkolenia
- JYP U16 (2008-2010), główny trener
- JYP U18 (2010-2012), główny trener
- SaiPa U20 (2012-2014), główny trener
- KeuPa HT (2014-2015), główny trener
- Reprezentacja Estonii (2015-), główny trener
- Reprezentacja Estonii do lat 20 (2015-2017), główny trener
- Reprezentacja Estonii do lat 18 (2015-2016), główny trener
- Estonian Jr. Team (2015-2017), główny trener
- EC Bregenzerwald (2017-2018), główny trener
- Dornbirner EC (2017-2018), trener ds. przygotowań
- Dornbirner EC (2018-2019), skaut
- JYP (2020), dyrektor ds. rozwoju
- JYP (2020-2021), trener w sztabie
- KH Energa Toruń (2021-2022), główny trener
- WSV Sterzing Broncos (2022-), główny trener

Uzyskał tytuł magistra wychowania fizycznego. W karierze szkoleniowej początkowo pracował w dwóch zespołach żeńskich. Potem był trenerem drużyn juniorskich w klubach Jyväskylän Pallo, Saimaan Pallo. W sezonie 2014/2015 do lutego 2015 był trenerem zespołu KeuPa HT w lidze Mestis. W 2015 podjął pracę w estońskiej federacji hokejowej. Początkowo objął stanowiska głównego trenera tamtejszej kadry seniorów oraz juniorów do lat 20 i do lat 18. Reprezentację seniorską Estonii prowadził w turniejach mistrzostw świata edycji 2015, 2016, 2017, 2018, 2019, 2022, 2023 (Dywizja IB) oraz w innych turniejach (m.in. kwalifikacje do ZIO). Ponadto był trenerem kadry Estonii do lat 20 w turniejach mistrzostw świata juniorów do lat 20 edycji 2016, 2017 (Dywizja IIA) oraz kadry Estonii do lat 18 w turnieju mistrzostw świata juniorów do lat 18 edycji 2016 (Dywizja IIB). Równolegle od 2015 do 2017 był też szkoleniowcem drużyny Estonian Jr. Team w tamtejszej lidze.
Pozostając nadal selekcjonerem seniorskiej reprezentacji Estonii w maju 2017 został zaangażowany na stanowisku głównego trenera w austriackim klubie EC Bregenzerwald w międzynarodowych rozgrywkach Alps Hockey League z jednoczesnym podjęciem funkcji trenera ds. przygotowań w stowarzyszonym klubie Dornbirner EC z ligi EBEL. Od końca września do końca października 2019 był głównym trenerem Dornbirner EC. Na początku sierpnia 2020 został mianowany dyrektorem ds. rozwoju w klubie JYP. Po roszadach trenerskich w seniorskim zespole JYP wszedł do sztabu tegoż w drugiej połowie października 2020. Pod koniec kwietnia 2021 został ogłoszony głównym trenerem zespołu KH Energa Toruń w Polskiej Hokej Lidze. Po sezonie 2021/2022 na jegoo wniosek rozwiązano umową i odszedł z Torunia. W czerwcu 2022 został ogłoszony szkoleniowcem włoskiej drużyny WSV Sterzing Broncos, występującej w Alps Hockey League.

## Osiągnięcia
- Finał Pucharu Polski: 2021 z KH Energa Toruń